# Vagues generals d'Espanya

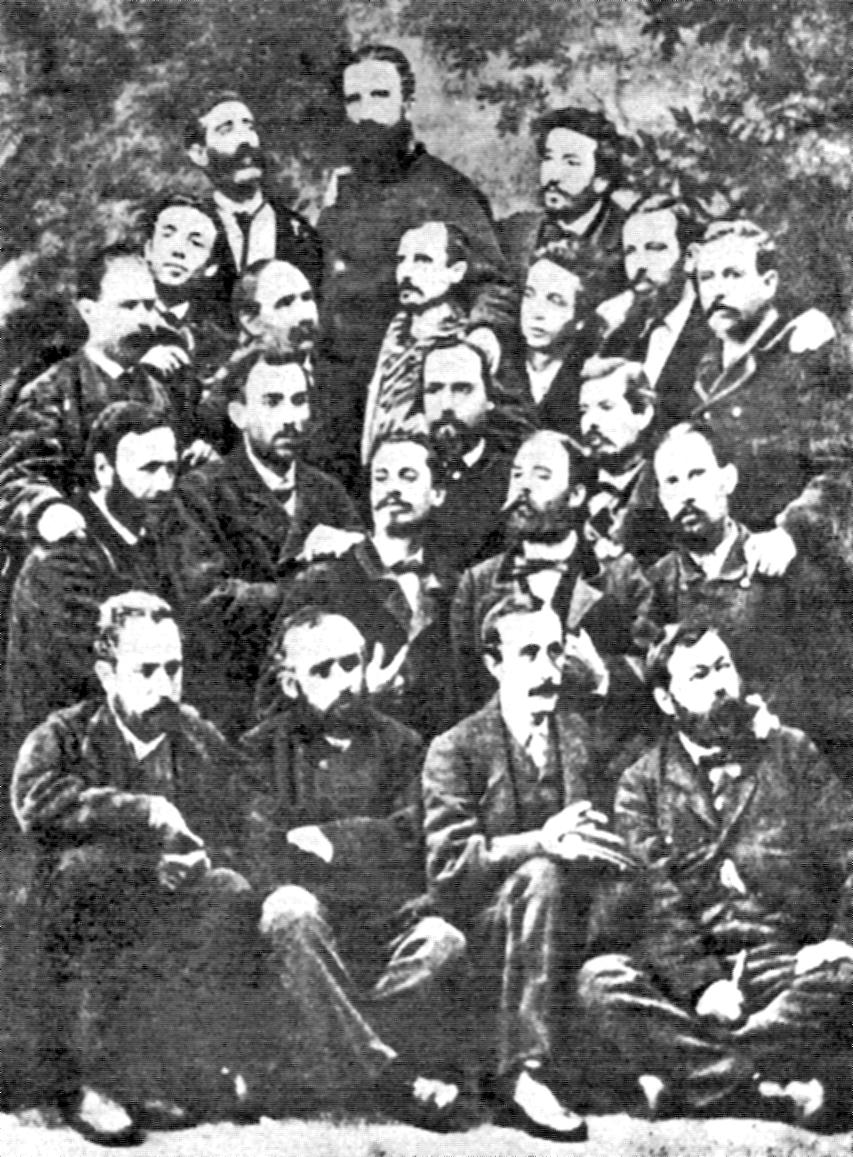
Grup d'internacionalistes espanyols, fundadors de la Primera Internacional (AIT), en Madrid, a l'octubre de 1868. Giuseppe Fanelli apareix en el centre amb una llarga barba.

Les vagues generals d'Espanya són vagues de caràcter general que afecten simultàniament a totes les activitats laborals, i que es desenvolupen en el territori espanyol durant l'edat contemporània i inscrites en la història contemporània d'Espanya.

## Moviment obrer i sindical a Espanya
Des dels seus començaments les vagues van ser promogudes i convocades pels col·lectius obrers i treballadors organitzats, primer en associacions de treballadors i després en associacions sindicals -que acabaran conformat el que coneixem com sindicats i centrals obreres-.
Les vagues, en els seus inicis, van ser convocades i dirigides al conjunt de treballadors de les fàbriques i indústries implantades durant la revolució industrial a Espanya. Encara que la convocatòria i participació en les vagues es dirigeix a la classe treballadora, quan la seva extensió afecta a altres sectors socials i polítics, modificant la consciència social i influint, ja sigui de manera favorable a la vaga i les seves reivindicacions o de forma reaccionària, en el conjunt social es converteix en una vaga general.
El moviment sindical i la successió de vagues generals en la història d'Espanya van de la mà del desenvolupament dels moviments polítics, ideològics i sindicals internacionals i nacionals sempre subjectes a la pròpia idiosincràsia, bàsicament contrarevolucionària, de la Història d'Espanya.
La història sindical espanyola comença amb organitzacions ja desaparegudes (com la Unió de Classes en la vaga de 1855) i segueix amb altres, encara vigents, com la Unió General de Treballadors (fundada en 1888) i l'organització anarquista Confederació Nacional del Treball (fundada en 1910) amb base inicial i fonamental a Catalunya. El 1950 es fundaran la Unió Sindical Obrera i l'Oposició Sindical Obrera, aquesta última donarà lloc a la creació de les Comissions Obreres en 1960. En 1979 es funda la Confederació General del Treball. Existeixen altres sindicats d'Espanya, molts de caràcter sectorial i professional, que, en diferent mesura, han participat en les diferents vagues generals.

## Vagues generals a Espanya
La vaga general ludista de 1855 es considera la primera vaga general convocada en territori espanyol. La Vaga general revolucionària de 1917, fortament reprimida pels militars, és la primera gran vaga general del segle xx, seguida per la duta a terme en la Revolució de 1934 -en els preludis del franquisme- i continuada per la convocada contra el cop d'estat del 18 de juliol de 1936. La dictadura franquista va fer impossible qualsevol manifestació sindical i molt menys la convocatòria de vagues generals.
No serà fins al cap de la mort de Francisco Franco en el mes de novembre de 1975, quan es torni a recuperar la presència de l'activitat sindical i puguin convocar-se vagues, ja siguin de caràcter sectorial o general. La primera vaga general que va tenir lloc, encara en el període preconstitucional i durant la transició política, va anar amb el primer govern d'Adolfo Suárez de 1976 seguint una altra durant la Legislatura Constituent d'Espanya de Adolfo Suárez i les posteriors vagues generals, ja en plena democràcia constitucional, durant els mandats dels presidents Felipe González (4), José María Aznar (2), José Luis Rodríguez Zapatero (1) i Mariano Rajoy (1).

### Monarquia d'Isabel II d'Espanya

#### Vaga general de 1855
La Vaga general de 1855 es considera la primera vaga general convocada en la història d'Espanya per treballadors de la indústria tèxtil a Catalunya. Va tenir lloc durant el Regnat d'Isabel II d'Espanya en el denominat bienni progressista (govern de Baldomero Espartero).

### Monarquia d'Alfons XIII

#### Vaga general revolucionària de 1917
La Vaga general de 1917 va ser convocada en el context de la crisi de 1917, per UGT i -només en el cas d'Astúries- CNT a l'agost de 1917, de caràcter indefinit i, segons el seu manifest, amb la finalitat d'obligar a les classes dominants a aquells canvis fonamentals del sistema que garanteixin al poble el mínim de condicions de vida i de desenvolupament de les seves activitats emancipadores, s'imposa que el proletariat espanyol empri la vaga general, sense termini definit de terminació, com l'arma més poderosa que posseeix per reivindicar els seus drets. El president del Consell de Ministres era Eduardo Dato e Iradier, que serà substituït per Manuel García Prieto).

### Segona República Espanyola

#### Vaga general revolucionària de 1934
La Vaga general revolucionària de 1934 va ser convocada per la UGT el 5 d'octubre de 1934 contra l'entrada de ministres de la CEDA al govern de la República, que consideraven les organitzacions obreres el preludi de la instauració del franquisme a Espanya. Va desencadenar la Revolució d'octubre de 1934, amb epicentre a Astúries, on la CNT també va convocar.

### Revolta militar de 18 de juliol de 1936 i franquisme

#### Vaga general de 1936
La Vaga general contra la revolta militar del 18 de juliol de 1936: convocada contra el cop d'estat del 18 de juliol de 1936 per UGT i CNT, es desenvolupa entre el 18 i el 23 de juliol, i protagonitza la derrota del pronunciament a les principals ciutats d'Espanya, en el començament de la Guerra Civil Espanyola i amb el consegüent esclat de la revolució social espanyola de 1936.

### Període preconstitucional o de transició política no democràtica

#### Vaga general d'Espanya de 1976
La Vaga general espanyola de 1976, celebrada el 12 de novembre de 1976 (de 24 hores, Jornada d'atur general) va ser convocada per la COS (Coordinadora d'Organitzacions Sindicals) -entre elles CCOO, UGT i USO- contra les mesures d'ajust laboral i econòmic del govern d'Adolfo Suárez -no escollit democràticament-, i per l'amnistia i les llibertats democràtiques.

### Període preconstitucional o de transició política democràtica

#### Vaga general d'Espanya de 1978
La Vaga general espanyola de 1978, celebrada el 5 d'abril de 1978, va ser convocada el 17 de març de 1978 per la Confederació Europea de Sindicats (CES) i secundada per UGT, CCOO i sindicats de 28 països europeus. Es protestava contra: l'alt percentatge de desocupació a Europa (5%). Seguiment: uns quatre milions de persones, segons els sindicats. President del Govern: Adolfo Suárez (UCD), ja escollit democràticament encara que sense estar encara aprovada la Constitució espanyola confirmada el 6 de desembre de 1978.

### Democràcia plena constitucional

#### Vaga general d'Espanya de 1981
Després de l'intent de cop d'estat del 23 de febrer de 1981 els sindicats CCOO i UGT van convocar una vaga general de dues hores de durada contra l'intent colpista, celebrada amb divers seguiment durant el matí del 24 de febrer, així com assemblees informatives. En el cas de Catalunya, CCOO va convocar en principi vaga general de 48 hores de durada.

#### Vaga general d'Espanya de 1985
La Vaga general espanyola de 1985, celebrada el 20 de juny de 1985 (24 hores), va ser convocada per CCOO contra la reforma de les pensions. Se sumen USO, CNT, ELA-STV i INTG.

#### Vaga general d'Espanya de 1988
Aquesta vaga (també dita 14-D), celebrada el 14 de desembre de 1988 (24 hores), va ser convocada per CCOO i UGT contra la reforma laboral durant el Govern de Felipe González.

#### Vaga general d'Espanya de 1992
Aquesta vaga, celebrada el 28 de maig de 1992 (12 hores), va ser convocada per CCOO i UGT contra la reforma del subsidi de desocupació. S'hi sumaren els sindicats minoritaris.

#### Vaga general d'Espanya de 1994
Aquesta vaga, celebrada el 27 de gener de 1994 (24 hores), va ser convocada per CCOO i UGT contra la reforma laboral. S'hi sumaren els sindicats minoritaris.

#### Vaga general d'Espanya de 2002
Aquesta vaga (20-J), celebrada el 20 de juny de 2002 (24 hores), va ser convocada per CCOO i UGT contra la reforma del subsidi de desocupació realitzada pel govern de José María Aznar. Se sumen els sindicats minoritaris.

#### Vaga general d'Espanya de 2003
Aquesta vaga, celebrada el 10 d'abril de 2003 (2 hores), va ser convocada per UGT i les federacions de CCOO sense majoria oficialista contra la participació d'Espanya en la Guerra de l'Iraq i els seus efectes socioeconòmics. CGT i CNT convoquen vaga general de 24 hores.

#### Vaga general d'Espanya de 2010
Aquesta vaga (29-S), celebrada el 29 de setembre de 2010 (24 hores), va ser convocada per CCOO, CGT i UGT contra la reforma laboral, la reducció salarial en el sector públic i la congelació de les pensions. S'hi sumaren els sindicats minoritaris.

#### Vaga general d'Espanya de 2011
Convocada el 27 de gener de 2011 (24 hores) per ELA-STV, LAB, CIG, COS, CGT, CNT, entre d'altres, a Catalunya, Galícia, Euskadi i Navarra, i amb manifestacions en la resta de l'Estat. Contra la reforma de les pensions.

#### Vagues generals d'Espanya de 2012
Vaga coneguda com a 29-M i convocada el 29 de març de 2012 (24 hores) per ELA-STV, LAB, USO, CIG, CUT, CSI, CGT, CNT, Intersindical Valenciana, CCOO i UGT, entre d'altres, a tot l'Estat. Contra la setena reforma laboral aprovada el 19 de febrer.